# Ігор Берібак
Ігор Берібак (словен. Igor Beribak; нар. 18 травня 1964 м. Любляна, Югославія) — словенський хокеїст, тренер. Член Зали слави словенського хокею (2007).
Вихованець хокейної школи «Олімпія» (Любляна). Виступав за «Олімпія» (Любляна), «Црвена Звезда» (Белград), «Медвешчак» (Загреб), «Славія» (Любляна).
У складі національної збірної Югославії учасник зимових Олімпійських ігор 1984, учасник чемпіонату світу 1987 (група C). У складі національної збірної Словенії учасник чемпіонатів світу 1993 (група C), 1994 (група C), 1996 (група C), 1997 (група C), 1999 (група B), 2001 (дивізіон I) і 2002. 
Чемпіон Словенії (1995, 1996, 1997, 1998, 1999, 2000, 2001, 2002). 
Після завершення ігрової кар'єри працював головним тренером юніорської збірної Словенії.